# 朱融熨
乐平昭顺王朱融熨（16世纪—1576年），明朝乐平温定王朱偕渳的嫡长孙，乐平长子朱旭椻的嫡长子。

## 生平
嘉靖三十三年（1554年），朱旭椻去世。嘉靖三十八年（1559年），朱偕渳去世。
嘉靖四十一年（1562年）十月，明世宗命武安侯鄭崑等為正使，翰林院檢討陸泰等為副使，持節冊封輔國將軍朱融熨襲封樂平王。
万历四年（1576年），朱融熨去世。万历十一年（1583年）四月，朱融熨的庶长子朱謨受册袭封乐平王。